# Two from the Vault
Two from the Vault je koncertní dvojalbum skupiny Grateful Dead. Album poprvé vyšlo v roce 1992 u Grateful Dead Records. Nahrávky pocházejí z roku 1968, kdy byli nahrány v Los Angeles v Kalifornii.

## Seznam skladeb
| Disk 2 | Disk 2                          | Disk 2                                                | Disk 2 |
| Pořadí | Název                           | Autor                                                 | Délka  |
| ------ | ------------------------------- | ----------------------------------------------------- | ------ |
| 1.     | Good Morning, Little Schoolgirl | Williamson                                            | 15:59  |
| 2.     | Dark Star                       | Hunter, Garcia, Hart, Kreutzman, Lesh, McKernan, Weir | 11:20  |
| 3.     | St. Stephen                     | Hunter, Garcia, Lesh                                  | 4:40   |
| 4.     | The Eleven                      | Hunter, Lesh                                          | 14:27  |
| 5.     | Death Don't Have No Mercy       | Davis                                                 | 8:23   |

| Disk 2         | Disk 2                                                               | Disk 2                   | Disk 2 |
| Pořadí         | Název                                                                | Autor                    | Délka  |
| -------------- | -------------------------------------------------------------------- | ------------------------ | ------ |
| 1.             | That's It for the Other One: Cryptical Envolvement“ / „The Other One | Garcia / Kreutzman, Weir | 15:40  |
| 2.             | New Potato Caboose                                                   | Petersen, Lesh           | 14:16  |
| 3.             | Turn On Your Love Light                                              | Malone, Scott            | 17:13  |
| 4.             | (Walk Me Out in the) Morning Dew                                     | Dobson, Rose             | 7:13   |
| Celková délka: | Celková délka:                                                       | Celková délka:           | 109:11 |

## Sestava
- Jerry Garcia – kytara, zpěv
- Bob Weir – kytara, zpěv
- Ron „Pigpen“ McKernan – varhany, harmonika, zpěv
- Phil Lesh – baskytara, zpěv
- Bill Kreutzmann – bicí
- Mickey Hart – perkuse